# Вајт Хејвен (Пенсилванија)
Вајт Хејвен (енгл. White Haven) град је у америчкој савезној држави Пенсилванија.

## Демографија
По попису из 2010. године број становника је 1.097, што је 85 (-7,2%) становника мање него 2000. године.
| Група             | 2000.         | 2010.         |
| Белци             | 1.154 (97,6%) | 1.043 (95,1%) |
| Афроамериканци    | 0 (0,0%)      | 6 (0,5%)      |
| Азијати           | 15 (1,3%)     | 8 (0,7%)      |
| Хиспаноамериканци | 9 (0,8%)      | 35 (3,2%)     |
| Укупно            | 1.182         | 1.097         |